# Trey Hendrickson
Pour les articles homonymes, voir Trey et Hendrickson.
(en) Statistiques sur pro-football-reference
Trey Hendrickson, né le 5 décembre 1994 à Orlando (Floride), est un sportif professionnel américain de football américain jouant au poste de Defensive end depuis la saison 2017 dans la National Football League (NFL).
Sélectionné au 3e tour de la draft 2017 de la NFL par la franchise des Saints de La Nouvelle-Orléans, il y joue quatre saisons avant de rejoindre les Bengals de Cincinnati dès 2021.
Auparavant, au niveau universitaire, il a joué pendant quatre saisons (2013-2016) dans la NCAA Division I FBS pour les Owls de l'université Atlantique de Floride (Florida Atlantic).